# Ritratto dell'infanta María Teresa di Spagna
Il Ritratto dell'infanta María Teresa di Spagna è un dipinto di Diego Velazquez, realizzato nel biennio 1652-53 ed esposto nel Kunsthistorisches Museum di Vienna. Raffigura la principessa  Maria Teresa d'Asburgo, figlia di primo letto di Filippo IV di Spagna, andata poi sposa a Luigi XIV di Francia. All'epoca del ritratto, l'infanta aveva quattordici-quindici anni.
Il dipinto è considerato uno dei più riusciti della maturità del pittore spagnolo.

## Descrizione
La figura dell'infanta, autorevole nonostante la giovanissima età, appare fortemente illuminata, in contrasto con lo sfondo scuro. Il colore dell'abito stride con quello dei tendaggi.
Elementi notevoli sono i due orologi applicati al vestito dell'infanta e il foulard da lei impugnato nella mano sinistra.
L'opera è stata parzialmente tagliata sia nella sua parte inferiore sia in quella superiore.